# Setia nicoleae
Setia nicoleae is een slakkensoort uit de familie van de Rissoidae. De wetenschappelijke naam van de soort is voor het eerst geldig gepubliceerd in 2009 door Segers, Swinnen & De Prins.